# Bogusław VI de Poméranie
Pour les articles homonymes, voir Bogusław.
Boguslaw VI de Poméranie (en polonais Bogusław VI, en allemand Bogislaw VI.) est né vers 1350 et il est mort le 7 mars 1393. Il est duc de Poméranie (duché de Wolgast).
Boguslaw VI est le fils de Barnim IV de Poméranie et de Sophie de Mecklembourg-Werle. Il est le frère cadet de Warcislaw VI de Poméranie.
Après la mort de son père en 1365, les relations entre ses deux oncles Boguslaw V et Warcislaw V se détériorent et une guerre éclate entre les deux frères. Warcislaw, soutenu par le prince de Mecklembourg, réclame une partie du duché pour lui seul. À la fin de l’année 1367, un accord est conclu entre les protagonistes. Boguslaw V garde la Poméranie centrale (la partie de la Poméranie occidentale à l'est de l'Oder). Les fils de Barnim IV (Warcislaw VI et Boguslaw VI) reçoivent la Poméranie occidentale avec Rügen et Usedom. Warcisław V obtient le petit duché indépendant de Szczecinek qui n’existera que jusqu’à sa mort en 1390.
À partir de 1376, Warcislaw VI règne sur le duché de Barth alors que Boguslaw VI règne sur le duché de Wolgast.
À la mort de Boguslaw VI en 1393, son frère ainé lui succède à Wolgast.
Boguslaw VI s’est marié deux fois. Sa première épouse Jutta de Saxe-Lauenbourg lui a donné une fille (Agnès). De son second mariage avec Agnès de Brunswick-Lunebourg, il a également eu une fille (Sophie).